# Чернышёв, Игорь Александрович
Игорь Алекса́ндрович Чернышёв (15 сентября 1937, Ленинград — 30 ноября 2007, Москва) — советский, российский артист балета, балетмейстер. Народный артист РСФСР (1987).

## Биография
В 1956 году, после окончания Ленинградского хореографического училища (класс Феи Балабиной), поступил стажёром в Ленинградский государственный академический театр оперы и балета имени С. М. Кирова, через год принят в труппу как артист балета (солист).
В 1968 году состоялся дебют Чернышёва-хореографа: на сцене Ленинградского академического малого оперного театра он поставил балет «Антоний и Клеопатра».
В 1970—1974 годах работал главным балетмейстером Одесского государственного академического театра оперы и балета, с 1975 года — главным балетмейстером Молдавского театра оперы и балета. В 1976 году стал главным балетмейстером Куйбышевского (Самарского) театра оперы и балета, где работал до 1995 года, причём в 1991—1993 годах — как директор театра.
В 1995—1997 годах был художественным руководителем мимического ансамбля Большого театра России, в 1996—1997 — курса балетмейстеров в РАТИ (ГИТИСе). С 2002 года до смерти работал хореографом в Детской школе искусств № 6 Москвы (2002—2004), в студенческом театре «XXI век» при Московском государственном открытом педагогическом университете имени М. А. Шолохова (2004—2006), в ГОУ Центр образования им. А. С. Пушкина № 1402 (2006—2007).
Похоронен в Реутове на Николо-Архангельском кладбище.

## Творчество

### Артист балета

#### Ленинградский государственный академический театр оперы и балета им. С. М. Кирова
Первый исполнитель партий
- Минский — 1955, «Станционный смотритель» А. Петрова, выпускной спектакль Ленинградского хореографического училища (балетмейстер Ю.Воронцов, режиссёр-постановщик М. Михайлов).
- Солист в спектакле «Хореографические миниатюры» (1958, балетмейстер Леонид Якобсон):
- «Конькобежцы» на музыку Б. Кравченко (исполнители Л. Войшнис, И. Чернышёв, Г. Селюцкий).
- «Сильнее смерти» на музыку И. Шварца (исполнители И. Бельский, И. Чернышёв, А. Сапогов).
- «Вечный идол» (из триптиха на темы О. Родена) на музыку К. Дебюсси (исполнители А. Шелест, И. Чернышёв).
- Кавалер Бьянки — 1960, «Отелло» А. Мачавариани (балетмейстер В. Чабукиани).
- Петруха — 1964, «Двенадцать» Б. Тищенко (балетмейстер Л. Якобсон).

Другие партии:
- Данила — «Каменный цветок» С. Прокофьева (балетмейстер Ю. Григорович).
- Али-Батыр — «Шурале» Ф. Яруллина (балетмейстер Л. Якобсон).
- Арбенин — «Маскарад» Л. Лапутина (балетмейстер Б. Фенстер).
- Евгений — «Медный всадник» Р. Глиэра (балетмейстер Р. Захаров).
- Спартак, Гармодий — обе — «Спартак» А. Хачатуряна (балетмейстер Л. Якобсон).
- Тибальд — «Ромео и Джульетта» С. Прокофьева (балетмейстер Л. Лавровский).
- Лени, Герт — обе — «Тропою грома» К. Караева (балетмейстер К. Сергеев).
- Ротбард — «Лебединое озеро» П. Чайковского (балетмейстеры М. Петипа, Л. Иванов, новая редакция К. Сергеева).
- Ганс — «Жизель» А. Адана (балетмейстеры Ж. Перро, Ж. Коралли, М. Петипа).
- Эспада — «Дон Кихот» Л. Минкуса (балетмейстер А. Горский).
- Гирей — «Бахчисарайский фонтан» Б. Асафьева (балетмейстер Р. Захаров).
- Хан, Приближённый хана — обе — «Конёк-Горбунок» Ц. Пуни (балетмейстер А. Сен-Леон, новая редакция А. Горского.
- Король, Жених — обе — «Спящая красавица» (балетмейстер М. Петипа, новая редакция К. Сергеева).
- Рене де Бриен — «Раймонда» А. Глазунова (балетмейстер М. Петипа, новая редакция К. Сергеева).
- Тарас Бульба — «Тарас Бульба» В. Соловьёва-Седого (балетмейстер Б. Фенстер).
- Раб — «Баядерка» Л. Минкуса (балетмейстер М. Петипа, новая редакция В. Пономарёва, В. Чабукиани).
- Вакх — «Вальпургиева ночь», опера «Фауст» Ш. Гуно (балетмейстер Л. Лавровский).
- Солист в хореографических миниатюрах (обе — балетмейстер Л. Якобсон):
- «Слепая» на музыку М. Понсе «Estrellita».
- «Охотник и птица» на музыку Э. Грига.
- 1959 — Концерт выпускников Ленинградского хореографического училища (2-я картина из балета «Лебединое озеро» П. И. Чайковского, балетмейстеры М. Петипа, Л. Иванов, новая редакция К. Сергеева, Зигфрид — И. Чернышёв, Одетта — М. Алфимова).

#### Ленинградская государственная консерватория имени Н. А. Римского-Корсакова
- 1966 — Гала-концерт в честь Ф. Лопухова (дуэт Ледяной девы и Асака из балета «Ледяная дева» на музыку Э. Грига, балетмейстер Ф. Лопухов, восстановление П. Гусева, исполнители Алла Осипенко, И. Чернышёв).

### Постановки
- 1968 — «Антоний и Клеопатра» Э. Л. Лазарева
- 1969 — «Ромео и Юлия» на музыку Г. Берлиоза

### Одесский академический театр оперы и балета
- 1969 год — «Щелкунчик» П. И. Чайковского
- 1970 год — дуэт «Ромео и Юлия» на музыку Г. Берлиоза
- 1970 год — «Дон Кихот» Л. Минкуса
- 1971 год — «Спящая красавица» П. И. Чайковского
- 1972 год — «Спартак» А. И. Хачатуряна
- 1972 год — «Тропою грома» К. Караева
- 1972 год — дуэт «Адажио» на музыку Т. Альбинони
- 1973 год — «Баядерка» Л. Минкуса
- 1974 год — «Свадьба Свечки» Ю. Знатокова
- 1974 год — Хореографическая фантазия на музыку «Вариаций на тему Й. Гайдна» Й. Брамса

### Молдавский государственный театр оперы и балета (Кишинёв)
- 1975 — «Спартак», балет в 3-х действиях 14 картинах по роману Р. Джованьоли. Композитор А. И. Хачатурян, либретто Н. Д. Волкова, художник А. Зимин, дирижёр Д. Гоя. Балетмейстер И. А. Чернышёв.
- 1975 — «Дон Кихот», балет в 3-х действиях. Композитор Л. Минкус, либретто М. И. Петипа, хореография А. А. Горского, редакция И. А. Чернышёва.

### Государственный академический театр оперы и балета «Эстония» (Таллин)
- 1975 — «Антоний и Клеопатра», балет в 3-х действиях, 13 картинах по мотивам одноименной трагедии У. Шекспира. Композитор Э. Л. Лазарев, либретто В. Пудалова в редакции И. А. Чернышёва, художник Э. Г. Стенберг, дирижёр В. Ярви. Хореография и постановка И. А. Чернышёва.
- 1976 — «Болеро», хореографический номер. Композитор М. Равель, художник А. Пюйман. Хореография и постановка И. А. Чернышёва.
- 1976 — «Фавн и пастушка», балет в одном действии на музыку симфонической поэмы И. Ф. Стравинского «Песнь соловья», либретто И. А. Чернышёва по мотивам поэмы А. С. Пушкина, художник А. Пюйман. Хореография и постановка И. А. Чернышёва.
- 1979 — «Казнь Степана Разина», (балет-оратория) хореографическая постановка поэмы для баса, смешанного хора и симфонического оркестра Д. Д. Шостаковича (на стихи из поэмы «Братская ГЭС», глава «Казнь Стеньки Разина» Е. А. Евтушенко), художник Т. Вирве (консультант С. Ямщиков), дирижеры Э. Клас, В. Ярви. Режиссёр и хореограф И. А. Чернышёв. Спектакль посвящён памяти Ф. В. Лопухова.
- 1981 — «Ромео и Юлия», балет в одном действии на музыку одноименной драматической симфонии Г. Берлиоза, либретто И. А. Чернышёва, художник А. Пюйман. Хореограф и постановщик И. А. Чернышёв.
- 1988 — «Антоний и Клеопатра», балет в одном действии. Композитор Э. Л. Лазарев, либретто И. А. Чернышёва по мотивам одноимённой трагедии У. Шекспира. Музыкальный руководитель и дирижёр В. Пяхн. Художник А. Пюйман. Хореограф и постановщик И. А. Чернышёв. В программе творческого вечера К. Кырб.
- 1991 — «Баядерка», балет в 3-х действиях. Композитор Л. Минкус, либретто и хореография М. И. Петипа, постановщик И. А. Чернышёв, художник Р. Ванханен, дирижеры В. Пяхн, Т. Каптен.

### Государственный академический театр оперы и балета «Ванемуйне» (Тарту, Эстония)
- 1979 — «Щелкунчик», балет в 2-х действиях. Композитор П. И. Чайковский, либретто М. И. Петипа по мотивам сказки Э. Т. А. Гофмана в редакции И. А. Чернышёва, художник М. Сярэ, дирижёр Э. Кылар. Композиция и хореография И. А. Чернышёва.

### Куйбышевский государственный театр оперы и балета
- 1977 — «Спящая красавица», балет в 3-х действиях с прологом и эпилогом. Композитор П. И. Чайковский, либретто И. А. Всеволожского, М. И. Петипа по сказкам Ш. Перро, хореография М. И. Петипа в редакции К. М. Сергеева, балетмейстер-постановщик И. А. Чернышёв, художники Т. Г. и И. Старженецкие, дирижеры Л. М. Оссовский, В. Невлер.
- 1977 — «Порги и Бесс», опера в 3-х действиях. Композитор Д. Гершвин, либретто Д. Хейуорда, стихи Д. Хейуорда и А. Гершвина, перевод С. Болотина, Т. Сикорской, режиссёр-постановщик О. Иванова, художник Э. Кочергин, художник по костюмам А. Абдулова, дирижёр Л. М. Оссовский, балетмейстер И. А. Чернышёв, хормейстер В. П. Навротская.
- 1977 — «Ангара», балет в 2-х действиях. Композитор А. Я. Эшпай, либретто Ю. Н. Григоровича, В. Ф. Соколова по мотивам драмы А. Н. Арбузова «Иркутская история», художник А. Б. Кноблок, дирижёр Л. М. Оссовский. Композиция и хореография И. А. Чернышёва.
- 1978 — «Лебединое озеро», балет в 3-х действиях, 4 картинах. Композитор П. И. Чайковский, либретто В. П. Бегичева, В. Ф. Гельцер, хореография М. И. Петипа, Л. И. Иванова, К. М. Сергеева, А. М. Мессерера, А. Я. Шелест, возобновление И. А. Чернышёва, художник Т. Г. Старженецкая, художник по костюмам И. Старженецкая, дирижёр В. Невлер.
- 1978 — «Антоний и Клеопатра», балет в 3-х действиях, 13 картинах по мотивам трагедии У. Шекспира. Композитор Э. Л. Лазарев, либретто В. Пудалова в редакции И. А. Чернышёва, художник Э. Г. Стенберг, дирижёр В. П. Беляков. Композиция и хореография И. А. Чернышёва.
- 1978 — «Щелкунчик», балет-феерия в 2-х действиях. Композитор П. И. Чайковский, либретто М. И. Петипа в редакции И. А. Чернышёва, музыкальный руководитель и дирижёр Г. П. Проваторов, художник Т. Г. Старженецкая, художник по костюмам И. Старженецкая. Композиция и хореография И. А. Чернышёва.
- 1979 — «Нищий студент», оперетта в 3-х действиях, 7 картинах по мотивам пьесы Ф. Целля и Р. Жене. Композитор К. Миллёкер, либретто Н. Р. Эрдмана, стихи М. А. Улицкого, режиссёр И. Пеккер, художник П. Егоров, дирижёр Г. Е. Клементьев, балетмейстер И. А. Чернышёв, хормейстер В. П. Навротская.
- 1979 — «Ромео и Юлия» («Ромео и Джульетта»), балет в 2-х действиях на музыку драматической симфонии Г. Берлиоза, либретто И. А. Чернышёва, художник Э. Г. Стенберг, дирижёр Л. М. Оссовский, хормейстер В. П. Навротская. Режиссёр и хореограф И. А. Чернышёв.
- 1980 — «Гусарская баллада», балет в 3-х действиях, 8 картинах. Композитор Т. Н. Хренников, либретто О. М. Виноградова по мотивам пьесы А. К. Гладкова «Давным-давно», художник Н. Т. Хренникова, музыкальный руководитель и дирижёр Л. М. Оссовский, дирижёр В. Невлер. Композиция и хореография И. А. Чернышёва.
- 1981 — «Помните!», балет в 2-х действиях. Композитор А. Я. Эшпай, либретто И. А. Чернышёва, художник С. М. Бархин, дирижёр Л. М. Оссовский. Балетмейстер-постановщик И. А. Чернышёв.
- 1981 — «Макбет», опера в 4-х действиях. Композитор Д. Верди, либретто Д. Верди, Ф. Пьяве по одноименной трагедии У. Шекспира, режиссёр-постановщик А. Тумилович, художник М. Френкель, музыкальный руководитель и дирижёр Л. М. Оссовский, дирижёр В. Невлер, балетмейстер И. А. Чернышёв, хормейстер В. П. Навротская.
- 1982 — «Дон Кихот», балет в 3-х действиях. Композитор Л. Минкус, либретто М. И. Петипа, хореография А. А. Горского, М. И. Петипа, возобновление И. А. Чернышёва, дирижёр В. Невлер, спектакль восстановлен по мотивам эскизов А. Я. Головина, К. А. Коровина художниками В. Дементьевым, Г. Соловьёвой.
- 1982 — «Поэма двух сердец», балет в 3-х действиях. Композитор А. Д. Меликов, либретто А. Д. Меликова по поэме Ш. Рашидова, художник С. Ахвердиева, дирижёр В. Невлер. Композиция и хореография И. А. Чернышёва.
- 1984 — «Спартак», балет в 3-х действиях. Композитор А. И. Хачатурян, либретто Н. Д. Волкова в редакции И. А. Чернышёва, художник С. М. Бархин, дирижёр В. П. Беляков, хормейстер И. Богданов. Композиция и хореография И. А. Чернышёва.
- 1984 — «Кармен», опера в 4-х действиях. Композитор Ж. Бизе, либретто А. Мельяка, Л. Галеви по одноимённой новелле П. Мериме, музыкальный руководитель и дирижёр А. Говоров, режиссёр З. Цаликова, художник М. Мурзин, балетмейстер И. А. Чернышёв, хормейстеры В. П. Навротская, И. Богданов.
- 1985 — «Мужество», балет в одном действии на музыку В. А. Успенского («Концерт для ударных и фортепиано», «Симфонические фрески»), либретто И. А. Чернышёва, художник Н. В. Хохлова, дирижёр В. П. Беляков. Балетмейстер-постановщик И. А. Чернышёв. К 40-летию победы в Великой Отечественной войне.
- 1986 — «Казнь Степана Разина», (балет-оратория) хореографическая постановка поэмы для баса, смешанного хора и симфонического оркестра Д. Д. Шостаковича (на стихи из поэмы «Братская ГЭС», глава «Казнь Стеньки Разина» Е. А. Евтушенко), художник Н. В. Хохлова, дирижёр В. П. Беляков, хормейстеры В. П. Навротская,О. Е. Сафронова. Хореография и постановка И. А. Чернышёва. Спектакль посвящён памяти Ф. В. Лопухова.
- 1986 — «Баядерка», балет в 3-х действиях, 5-и картинах. Композитор Л. Минкус, либретто и хореография М. И. Петипа, возобновление И. А. Чернышёва, художник Н. В. Хохлова, дирижёр В. Невлер.
- 1988 — Вечер одноактных балетов. «Болеро», композитор М. Равель; «Скифская сюита» на музыку одноимённой сюиты С. С. Прокофьева; «Рапсодия в стиле блюз» («Голубая рапсодия») на музыку Д. Гершвина, либретто И. А. Чернышёва, художник Н. В. Хохлова. Хореография И. А. Чернышёва.
- 1989 — «Фауст», опера в 4-х действиях, 8-ми картинах с прологом. Композитор Ш. Гуно, либретто М. Карре, Ж. Барбье, музыкальный руководитель и дирижёр В. Ф. Коваленко, режиссёр-постановщик Ф. Сафаров, балетмейстер-постановщик И. А. Чернышёв, художник-постановщик И. Севастьянов, хормейстер В. П. Навротская.
- 1990 — «Маленький принц», балет в 2-х действиях. Композитор Е. А. Глебов, либретто Л. Глебовой, художник А. А. Фролова, дирижёр В. П. Беляков. Композиция и хореография И. А. Чернышёва.
- 1990 — «Пиковая дама», опера в 3-х действиях, 7-и картинах. Композитор П.И Чайковский, либретто М. И. Чайковского по одноимённой повести А. С. Пушкина, музыкальный руководитель и дирижёр В. Ф. Коваленко, режиссёр-постановщик И. А. Чернышёв, художник-постановщик А. А. Фролова, балетмейстер Н. А. Малыгина, хормейстер В. П. Навротская. Спектакль посвящён 150-летию со дня рождения П. И. Чайковского.
- 1990 — «Муха-Цокотуха», балет в 2-х действиях. Композитор Д. Ф. Салиман-Владимиров, либретто И. А. Чернышёва по мотивам сказки К. И. Чуковского, художник Н. В. Хохлова, дирижёр В. П. Беляков. Балетмейстер И. А. Чернышёв.
- 1992 — «Спящая красавица», балет в 3-х действиях с прологом и эпилогом (новая редакция). Композитор П. И. Чайковский, либретто И. А. Всеволожского, М. И. Петипа по сказкам Ш. Перро, хореография М. И. Петипа в редакции К. М. Сергеева, балетмейстер-постановщик И. А. Чернышёв, музыкальный руководитель и дирижёр В. Ф. Коваленко, художник Д. А. Чербаджи.
- 1992 — «Аида», опера в 4-х действиях. Композитор Д. Верди, либретто А. Гисланцони по сценарию О. Мариетта, режиссёр-постановщик и балетмейстер И. А. Чернышёв, музыкальный руководитель и дирижёр В. Ф. Коваленко, художник Н. В. Хохлова, художники по костюмам И. Старженецкая, Н. В. Хохлова, хормейстер В. П. Навротская.
- 1992 — «Мамины сказки», спектакль в одном действии на музыку «Детского альбома» и вокальных произведений П. И. Чайковского, художник Н. В. Хохлова, дирижёр В. П. Беляков, хормейстер С. Губская. Хореография и постановка И. А. Чернышёва.
- 1993 — «Сильва», оперетта в 3-х действиях. Композитор И. Кальман, либретто Л. Штейна, Б. Иенбаха, режиссёр Б. А. Рябикин, дирижёр В. Ф. Коваленко, балетмейстеры И. А. Чернышёв, В. Сытник, сценография Г. О. Эллинский, художник по костюмам И. Кохан, хормейстер О. Е. Сафронова.
- 1993 — «Черевички», опера в 4-х действиях. Композитор П. И. Чайковский, либретто Я. П. Полонского по повести Н. В. Гоголя «Ночь перед Рождеством», дирижёр-постановщик В. Ф. Коваленко, режиссёр Б. А. Рябикин, художник Г. О. Эллинский, художник по костюмам Н. В. Хохлова, балетмейстер И. А. Чернышёв, хормейстер В. П. Навротская.
- 1993 — «Волшебник Изумрудного города», мюзикл в 2-х действиях. Композитор И. В. Якушенко, либретто Р. Карповой по мотивам произведений Ф. Баума, режиссёр-постановщик И. А. Чернышёв, художник Н. В. Хохлова, дирижёр В. П. Беляков, хормейстер В. П. Навротская.
- 1994 — «Золушка», балет в 3-х действиях, 10-ти картинах. Композитор С. С. Прокофьев, либретто Н. Д. Волкова в редакции И. А. Чернышёва, художник А. А. Фролова, дирижёр В. П. Беляков. Композиция и хореография И. А. Чернышёва.
- 1995 — «Страсти по Матфею», балет на музыку И. С. Баха. Прогон в репетиционном зале.

Художественный руководитель постановок
- 1988 — «Бахчисарайский фонтан», балет в 3-х действиях, 4-х картинах. Композитор Б. В. Асафьев, либретто Н. Д. Волкова по одноименной поэме А. С. Пушкина. Хореография Р. В. Захарова, постановка Е. Шипяцкой (дипломная работа), спектакль восстановлен по мотивам эскизов В. М. Ходасевич художником Н. В. Хохловой, дирижёр В. Невлер.
- 1995 — «Фея кукол», балет в 2-х действиях. Композитор И. Байер, либретто И. Хасрейтера, Ф. Гауля в редакции О. Бессоновой и Е. Тереховой, балетмейстеры-постановщики О. Бессонова, Е. Терехова, художник А. А. Фролова, дирижёр В. П. Беляков. Спектакль состоялся при участии Центральной хореографической школы г. Самары.

### Большой театр
- 1996 — «Болеро», хореографический номер. Композитор М. Равель. Хореография И. А. Чернышёва. Показан только на генеральной репетиции со зрителем.
- 1997 — «Аида», опера Д. Верди в 4-х действиях. Режиссёр-постановщик И. Габитов, сценография С. М. Бархина, художник по костюмам Т. Бархина, музыкальный руководитель и дирижёр П. Феранец, балетмейстер И. А. Чернышёв.

### Государственный музыкальный театр Марийской АССР (Йошкар-Ола)
- 1980 — «Ангара», балет в 2-х действиях. Композитор А. Я. Эшпай, либретто Ю. Н. Григоровича, В. Ф. Соколова по мотивам драмы А. Н. Арбузова «Иркутская история», художник Р. Чебатурина, дирижёр В. Венедиктов. Композиция и хореография И. А. Чернышёва.

### Государственный академический театр оперы и балета Латвийской ССР (Рига)
- 1981 — «Ангара» («История одной любви»), балет в 2-х действиях. Композитор А. Я. Эшпай, либретто Ю. Н. Григоровича,В. Ф. Соколова по мотивам драмы А. Н. Арбузова «Иркутская история», сценограф и художник по костюмам Б. Гоге, дирижёр А. Вилюманис[латыш.]. Композиция и хореография И. А. Чернышёва.

### Московский ансамбль классического балета(художественный руководитель И. В. Тихомирнова)
- 1981 — «Ангара», одноактный балет. Композитор А. Я. Эшпай, либретто Ю. Н. Григоровича, В. Ф. Соколова по мотивам драмы А. Н. Арбузова «Иркутская история», художник В. Костин. Композиция и хореография И. А. Чернышёва.
- 1981 (Сочи); 1982 (Москва, Концертный зал «Россия», в программе первого действия Юбилейного концерта Т. Н. Хренникова) — «Гусарская баллада», балет в 2-х действиях. Композитор Т. Н. Хренников, либретто О. М. Виноградова по мотивам пьесы А. К. Гладкова «Давным-давно», художник Н. Т. Хренникова. Хореография и постановка И. А. Чернышёва.

### Челябинский государственный театр оперы и балета имени М. И. Глинки
- 1981 — «Гусарская баллада», балет в 3-х действиях, 8-ми картинах. Композитор Т. Н. Хренников, либретто О. М. Виноградова по мотивам пьесы А. К. Гладкова «Давным-давно», художник Н. Т. Хренникова, дирижёр Н. Чунихин. Балетмейстер И. А. Чернышёв.

### Государственный академический Большой театр Узбекской ССР имени А. Навои (Ташкент)
- 1982 — «Поэма двух сердец», балет в 3-х действиях. Композитор А. Меликов, либретто А. Меликова по произведению Ш. Рашидова, сценография С. Ахвердиева, дирижёр Д. Абдурахманова. Композиция и хореография И. А. Чернышёва.

### Пражский Национальный театр
- 1986 — «Ангара», балет в 2-х действиях. Композитор А. Я. Эшпай, либретто Ю. Н. Григоровича, В. Ф. Соколова по мотивам драмы А. Н. Арбузова «Иркутская история», сценография З. Коларж, художник по костюмам Й. Елинек, дирижёр Й. Кухинка. Хореограф и режиссёр И. А. Чернышёв.

### Народная опера Стара-Загора (Болгария)
- 1987 — «Ангара», балет в 2-х действиях. Композитор А. Я. Эшпай, либретто Ю. Н. Григоровича, В. Ф. Соколова по мотивам драмы А. Н. Арбузова «Иркутская история». Балетмейстер-постановщик И. А. Чернышёв.1988 — «Аида», опера Д. Верди в 4-х действиях. Балетмейстер И. А. Чернышёв.

### Театр «Аояма гекидзо» (Токио, Япония)
- 8 августа 1988 — «Нина и двенадцать месяцев», мюзикл в 2-х действиях по мотивам сказки С. Я. Маршака. Композитор Р. К. Щедрин. Режиссёр Т. Фудзита. Балетмейстер И. А. Чернышёв.

### Государственный театр оперы и балета Турция (Анкара)
- 1989 — «Поэма двух сердец», балет в 3-х действиях. Композитор А. Д. Меликов, либретто А. Д. Меликова по произведению Ш. Рашидова, художник С. Ахвердиева. Дирижёр Р. Абдуллаев. Композиция и хореография И. А. Чернышёва.

### Екатеринбургский государственный академический театр оперы и балета
- 1993 — «Спартак», балет в 3-х действиях. Композитор А. И. Хачатурян, либретто Н. Д. Волкова, художник Э. Г. Стенберг, дирижёр В. Бочаров. Балетмейстер-постановщик И. А. Чернышёв.

### Хореографическая школа п/р М. Л. Лавровского, Московское государственное хореографическое училище имени Л. М. Лавровского
- 1996 — «Золушка», балет в одном действии. Композитор С. С. Прокофьев, либретто Н. Д. Волкова в редакции И. А. Чернышёва, художник по костюмам А. А. Фролова. Балетмейстер-постановщик И. А. Чернышёв. На сцене Московского музыкального театра имени К. С. Станиславского и Вл. И. Немировича-Данченко.
- 1997 — «Золушка», балет в 2-х действиях. Композитор С. С. Прокофьев, либретто Н. Д. Волкова в редакции И. А. Чернышёва, художник по костюмам А. А. Фролова. Балетмейстер-постановщик И. А. Чернышёв. На сцене Московского музыкального театра имени К. С. Станиславского и Вл. И. Немировича-Данченко.

### Московский государственный театр «Русский балет»(художественный руководитель В. М. Гордеев)
- 1997 — «Ромео и Юлия», одноактный балет на музыку драматической симфонии Г. Берлиоза, художник И. Нежный, художник по костюмам Т. Тулубьева. Либретто, хореография и постановка И. А. Чернышёва.

### Московский академический детский музыкальный театр имени Н. И. Сац
- «Болеро», хореографический номер. Композитор М. Равель. Хореограф-постановщик И. А. Чернышёв. Солистка И. А. Румянцева-Чернышёва.

### Ленинградский государственный балет на льду
- «Адажио» на музыку Т. Альбинони, па-де-де из балета Л. Минкуса «Дон Кихот» (оба номера — исполнители А. Н. Уланов и Л. С. Смирнова).

### Московский «Театр Луны» п/р С. Б. Проханова
- 1996 — «Фанта-инфанта», мульти-шоу в 2-х действиях по либретто С. Б. Проханова. Режиссёр-постановщик С. Б. Проханов, балетмейстер-постановщик И. А. Чернышёв, режиссёр по пластике С. Лобанков, художник-постановщик А. Сарычев.

### Детский балетный театр Харьковской хореографической школы(директор Н. А. Ржевская)
- 1999 — «Золушка», балет-сказка в 2-х действиях. Композитор С. С. Прокофьев, либретто Н. Д. Волкова в редакции И. А. Чернышёва, художник-постановщик О. Сибирцева, художник-декоратор Г. Батий, дирижёр-постановщик Ю. Янко. Композиция и хореография И. А. Чернышёва.

### Концертные номера
- 1967 — «Адажио», хореографический номер на музыку Т. Альбинони. Первые исполнители Е. В. Евтеева, В. Н. Гуляев.
- 1974 — «Болеро», хореографический номер. Композитор М. Равель. Первая исполнительница В. М. Ганибалова.
- 1974 — Номер без названия на музыку А. Онеггера, Б. Бриттена. Исполнители К. И. Федичева, Н. А. Долгушин.
- 1976 — «Гендель», хореографический номер. Исполнители В. М. Ганибалова, В. С. Федянин.
- «Классический дуэт» на музыку Беллини. Исполнители О. М. Вторушина, С. С. Федянин.

## Фильмография
- 1971 — Дерзость — балетмейстер

## Признание и награды
- 1981 — заслуженный деятель искусств РСФСР
- 1987 — народный артист РСФСР

## Семья
1. Киттель-Чернышева Елена Филипповна (родилась в Ленинграде — умерла в Санкт-Петербурге 6 февраля 2015 года). Окончила Ленинградское хореографическое училище. Артистка балета Ленинградского театра оперы и балета им. С. М. Кирова. Эмигрировала в Израиль в 1976 году. Педагог-репетитор American Ballet Theatre. Директор Vienna State Opera Ballet (1991-93). В браке с Игорем Чернышевым (1956? — 1971). У них сын — Алексей Игоревич Чернышев (р. 1959, Ленинград).
2. Сердюк Анна Леонидовна. Окончила Киевское хореографическое училище. Артистка балета Одесского театра оперы и балета (1968—1974), Молдавского театра оперы и балета (1974—1977), Московского театра «Классический балет» п.р. Н. Д. Касаткиной и В. Ю. Василева. В браке с Игорем Чернышевым (1971—1975)
3. Суворова Ирина Юрьевна. Родилась в Москве. Окончила Московское хореографическое училище. Артистка балета Молдавского театра оперы и балета, Куйбышевского театра оперы и балета, Московского ансамбля п.р. Станислаа Власова. В браке с Игорем Чернышевым (1975—1979).
4. Румянцева-Чернышева Инесса Алексеевна. Родилась в Таллинне 25 января 1956 года. Умерла в Москве 14 ноября 2014 года. Артистка балета театра «Ванеймуйне» (Эстонская ССР). В Куйбышев приехала с Чернышевым из Эстонии в 1979 году. Артистка Куйбышевского театра оперы и балета (1979—1996). Солистка миманса Большого театра России. Похоронена рядом с И. А. Чернышевым и своей матерью Тамарой Прокофьевной Румянцевой на Николо-Архангельском кладбище. В браке с И. А. Чернышевым (1979—2007?). У них дочь — Яна Игоревна Чернышева (р. 1983, Куйбышев).